# Jazal Jan
Jaz'al ibn Yabir al-Kaabi (árabe: خزعل بن جابر بن مرداو,  Khaz'al ibn Jabir ibn Merdaw, 18 de agosto de 1863 – 24 de mayo de 1936), también conocido como Musa us-Sultana y Sardar-e-Aqdas, fue el gobernante de un virtualmente autónomo Jecato de Mohammerah en el Arabestán. Sucedió a su hermano mayor Mazal Jan después de su asesinato.